# Affaire Maria
L'affaire Maria concerne l'agression en 2018 par des policiers d'une jeune femme marseillaise. 
Le 8 décembre 2018, à l'issue d'une manifestation de l'acte IV du mouvement des Gilets jaunes à Marseille (Bouches-du-Rhône), une jeune femme de 19 ans (dont le prénom est Angelina et le pseudonyme Maria) est violemment attaquée par des policiers qui lui tirent dessus avec un lanceur de balles de défense (LBD) dans le membre inférieur droit, lui ouvrent le crâne à coups de pied et de matraque avant de l'abandonner au sol avec une hémorragie cérébrale et une fracture crânienne. L'information judiciaire démontre que ces violences illégitimes ont été perpétrées par des fonctionnaires de police mais l'enquête de l'inspection générale de la Police nationale (IGPN), que l'avocat de la victime qualifie de superficielle, ne permet pas d'en identifier les auteurs, et le juge d’instruction rend un premier non-lieu en décembre 2020, puis un second en janvier 2022, infirmé l’année suivante. L'enquête est rouverte en juin 2023.

## Circonstances
L'agression a lieu en marge de la manifestation des Gilets jaunes du 8 décembre 2018 à Marseille, au cours de ce qui a été décrit comme un « samedi noir », avec pillage de magasins et barricades. Ce jour-là, des « compagnies de marche » sont à l'œuvre dans Marseille. Il s'agit de brigades composées de huit à dix agents de police en tenue ou en civil et recrutés dans différentes unités (fonctionnaires de bureau, agents de la brigade anti-criminalité, etc.). Certains ne portent pas de brassard et sont masqués.
Maria, une jeune vendeuse, quitte son travail vers 18 h 40 pour rejoindre son domicile. Pour éviter une charge de policiers rue Saint-Ferréol, elle tente de se mettre à l'abri dans une étroite rue perpendiculaire, la rue de la Glace. Une vidéo montre Maria recevoir un tir de flash-ball, s’effondrer en hurlant, et être rouée de coups de pied et de matraque par des policiers. D'après des témoins, Maria baigne dans une mare de sang quand les policiers s'éloignent sans s'inquiéter de sa plaie ouverte à la tête. Elle est opérée en urgence pour « un traumatisme cranio-facial droit par coup de matraque et embarrure frontale droite en regard avec contusion cérébrale », et hospitalisée 15 jours. La photo diffusée par Mediapart montre le crâne recousu par plus d’une vingtaine d’agrafes sur une longueur de 18 cm,. Elle reçoit dans le cadre de sa plainte 30 jours d'incapacité totale de travail (ITT) au sens pénal, sous réserve de complication. Des séquelles perdurent.
Le même jour à Marseille, deux policiers sont légèrement blessés, dont un en chutant, et neuf personnes sont victimes de la police, dont Maria et un jeune de 14 ans touché à la tête par un tir de LBD.

## Suites judiciaires
Deux commissariats de Marseille refusent d'enregistrer sa plainte,. Le signalement sur la plate-forme de l'inspection générale de la Police nationale (IGPN) fait par Maria le 19 décembre 2018 à sa sortie de l'hôpital reste sans suite. Les investigations de l'IGPN ne débutent qu'après que Me Grazzini porte plainte le 30 avril 2019 auprès du parquet de Marseille, contre « personnes non-dénommées, cependant identifiées comme exerçant la fonction de policier » pour « tentative d'homicide », « violences volontaires aggravées », « non-assistance à personne en danger » et « non-obstacle à la commission d'une infraction », et alerte le Défenseur des droits,. Le 3 mai 2019, Christophe Castaner, « intrigué » par cette affaire, explique que la victime aurait dû suivre le conseil que lui aurait donné la plateforme de l'IGPN et immédiatement porter plainte,. Le temps perdu à cause des difficultés à enregistrer les plaintes est pourtant un dysfonctionnement connu de l'IGPN.
Le juge d'instruction Karim Badène ouvre une enquête préliminaire en juillet 2019, puis une information judiciaire le 25 juillet, pour violences aggravées par trois circonstances : elles auraient été commises par personnes dépositaires de l’autorité publique, en réunion, et avec arme. L'IGPN entend Maria le 2 mai, puis chaque échelon hiérarchique qui encadrait 458 fonctionnaires de police ce jour-là.
Mais plusieurs informations cruciales sont alors indisponibles,. Les images des caméras de vidéosurveillance de la ville ont été effacées (de façon réglementaire) 10 jours après l'agression. Les enregistrements radio du logiciel ACROPOL ont été écrasés au bout de deux mois. Le logiciel Pégase qui documente les demandes d’interventions apparaît comme défaillant le 8 décembre entre 14 h 37 et 23 h 21; Me Grazzini note qu'« aucune expertise [n'a été] demandée pour connaître l’origine de ce dysfonctionnement ». Des vidéos de témoin montrent des CRS en tenue de maintien de l’ordre et des fonctionnaires de police en civil porteurs d’un brassard de la police. Deux d'entre elles sont exploitées par l'IGPN.
Mediapart dénonce en novembre 2019 l'enquête « partiale » de l'IGPN, qui cherche à « enterrer les faits et nier les responsabilités »,. L'avocat de la victime estime que « l'IGPN n'est pas allée au bout des choses, n'a pas posé les questions qui fâchent ». Le dysfonctionnement du système Pégase n'a pas été étudié, les fonctionnaires de la brigade de recherches et d’intervention (BRI) présente à proximité du lieu des faits n'ont pas été entendus, et le traitement relatif au suivi de l’usage des armes n’a pas non plus été récupéré par l’IGPN. L'avocat déplore « une omerta évidente, suintant de chacune des dépositions des personnes entendues ». Trois fonctionnaires seulement ont été suspectés, mais ils ont nié être les auteurs des violences.
Après l'avis de fin d'information du juge d'instruction en août 2020, le premier vice-procureur de la République de Marseille signe un réquisitoire aux fins de non-lieu le 2 septembre 2020; il conclut que l'information judiciaire a « démontré que ces violences illégitimes avaient été perpétrées par des fonctionnaires de police [et qu'elles n'étaient] ni absolument nécessaires au regard des circonstances, ni proportionnées à un comportement qui serait imputable », mais aucun des agresseurs n’ayant été retrouvé, personne ne peut être renvoyé devant un tribunal,,. L'avocat de Maria se réserve le droit de faire appel devant la chambre de l'instruction.
En mars 2021, à la demande de l'avocat qui propose un nouveau témoignage,, le parquet de Marseille rouvre l'enquête,,. Le nouveau témoin n'a pas été interrogé pendant la phase de l'enquête préliminaire, il a été identifié par la victime, qui, contrairement à la police, est allée frapper à toutes les portes de la rue où elle a été agressée. Il dit avoir vu l'agression par un groupe de compagnies républicaines de sécurité (CRS), mais explique ensuite s’être trouvé trop loin de la scène pour pouvoir reconnaitre les agresseurs.
Le 25 janvier 2022, le juge d'instruction ordonne un deuxième non-lieu, les fonctionnaires impliqués dans l'agression n'ayant pas été retrouvés: 

« Au terme des investigations et malgré les moyens déployés au cours de l'information judiciaire, force est de constater qu’il n’a malheureusement pas été possible d’identifier les auteurs des violences dont a été victime Maria. »

L'avocat de la victime annonce avoir fait appel de l'ordonnance,. Le parquet général estime que le juge d’instruction n’est pas allé au bout des investigations, et demande l'annulation du non-lieu en mai 2023, la nomination d’un nouveau juge d'instruction et le dessaisissement de l'IGPN. La réouverture de l'enquête est décidée par la chambre de l’instruction le 7 juin 2023,,, ainsi que le renvoi de la procédure au juge d'instruction précédemment saisi pour poursuite de l’information judiciaire,.
David B., l'un des policiers soupçonnés dans l'affaire Maria et entendu par l'IGPN deux ans et demi après les faits, est aussi impliqué dans l'affaire Hedi, qui provoque en août 2023 une crise impliquant policiers, magistrats et politiques.  